# Simon-und-Judas-Kirche (Liptovské Sliače)

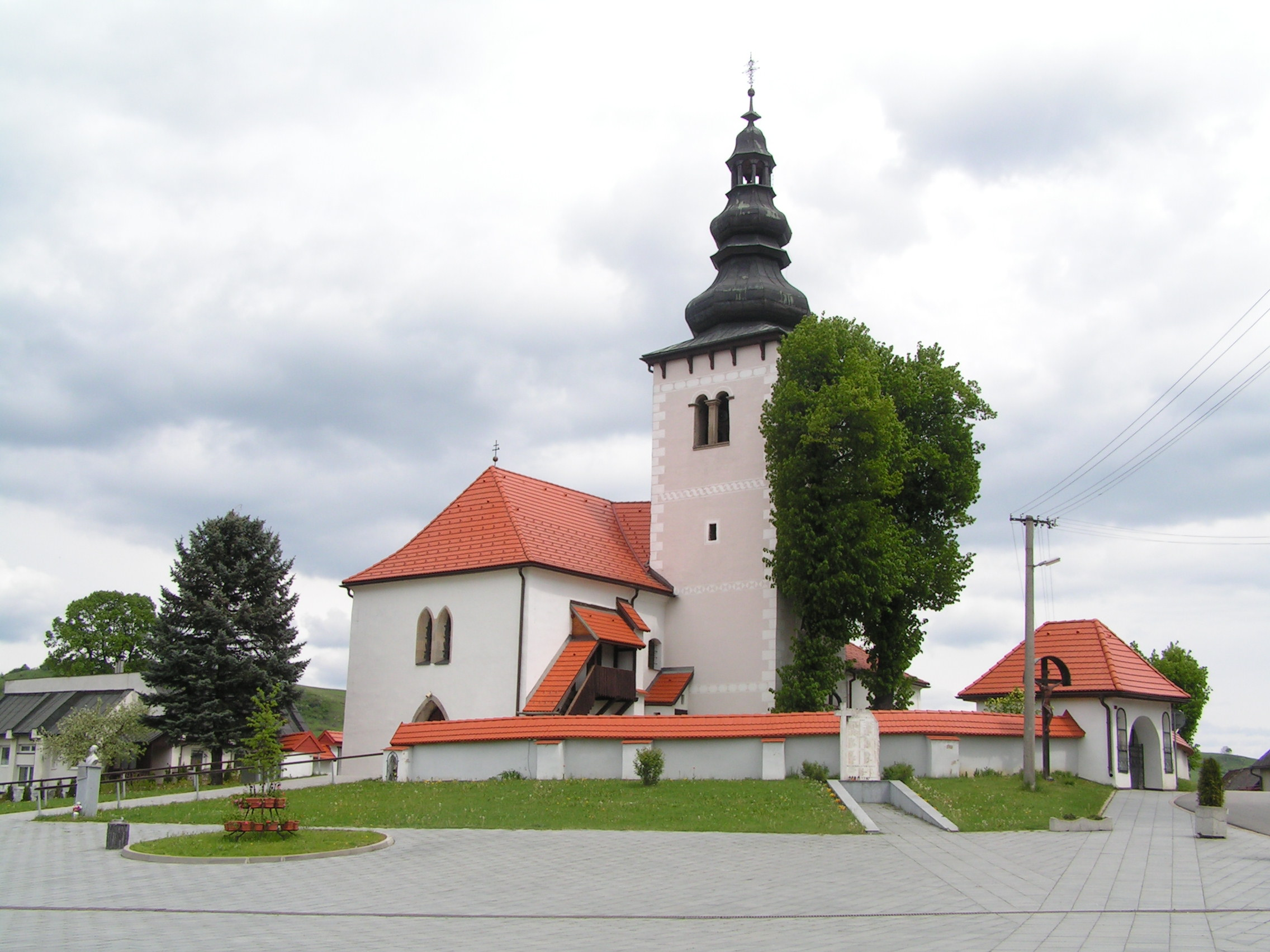
Ansicht der Kirche vom Dorfplatz

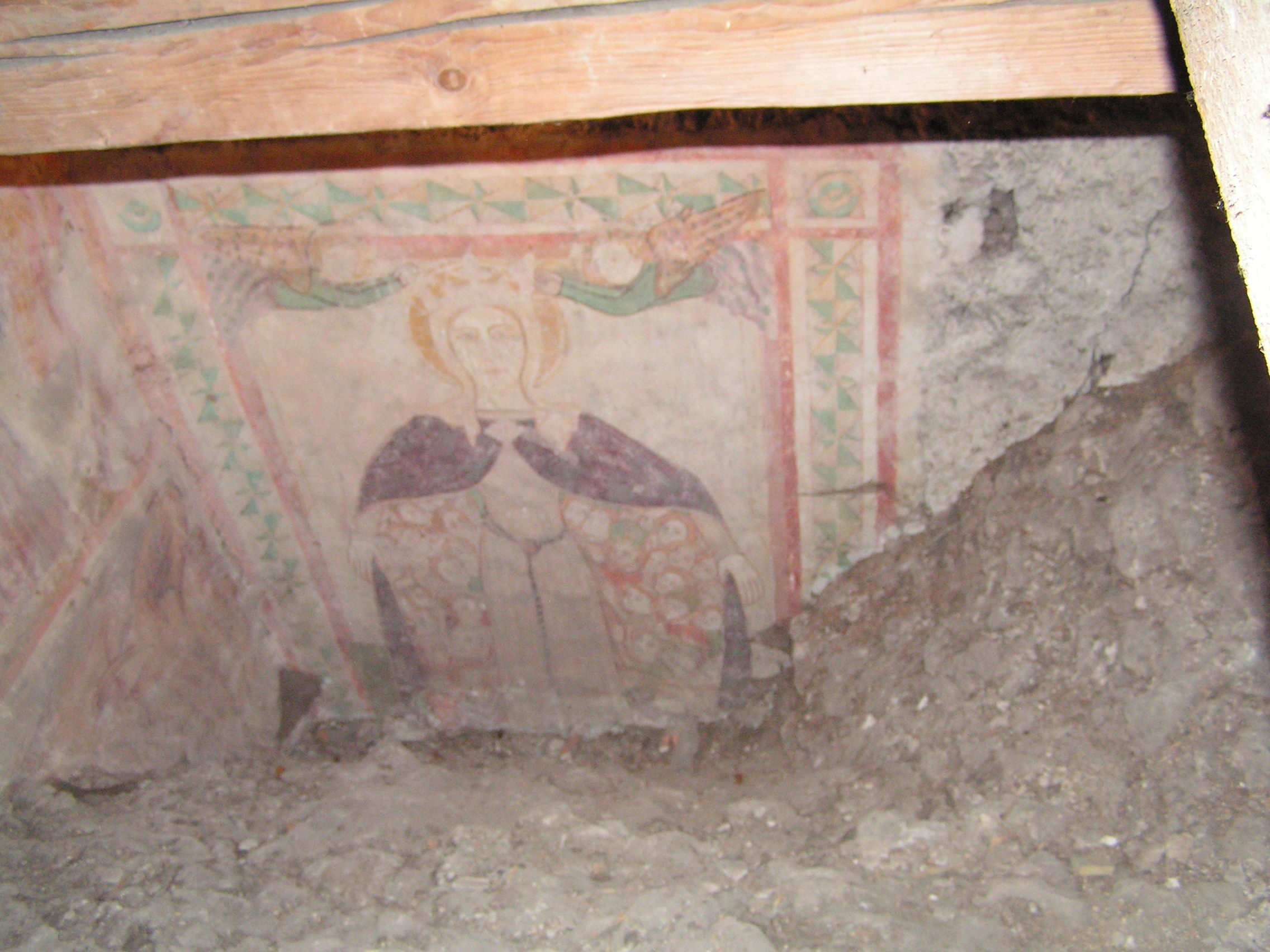
Darstellung der Schutzmantelmadonna

Die Simon-und-Judas-Kirche (slowakisch Kostol sv. Šimona a Júdu) ist eine römisch-katholische Pfarrkirche in der nordslowakischen Gemeinde Liptovské Sliače im Okres Ružomberok (Žilinský kraj). Sie befindet sich im Ortsteil Stredný Sliač.
Die Kirche wurde 1326–1334 im gotischen Stil gebaut und 1570 während der Renaissance eingewölbt. Im 17. Jahrhundert erhielt sie eine Umfassungsmauer sowie den Turm (gegen 1680 erbaut), im 18. Jahrhundert wurde sie barockisiert und um eine Seitenkapelle erweitert, 1898 wurde das Schiff verlängert. Der im Ort geborene slowakische Maler Jozef Hanula stattete 1896–1898 die Kirche mit seinen Wandmalereien aus. 
Bei einer von 1956 bis 1961 durchgeführten Renovierung wurden mittelalterliche Fresken aus dem 14. und 15. Jahrhundert entdeckt. Bekannt ist die Darstellung der Schutzmantelmadonna, die auf der Rückseite des 1000-Kronen-Scheins der Slowakischen Krone (1993–2008) zu sehen war. In den frühbarocken Hauptaltar ist ein großes spätgotisches Tafelbild der Madonna mit den Heiligen Petrus und Paulus aus dem Jahr 1517 eingebaut worden. Daneben befinden sich in der Kirche zwei Flügelaltäre: der spätgotische Marien-Seitenaltar und der ebenfalls spätgotische Nikolaus-Seitenaltar, beide aus dem frühen 16. Jahrhundert. Die Kanzel stammt aus dem 18. Jahrhundert.